# HD 99171
HD 99171，又名CD-41 6529，SAO 222773、HR 4403，是一颗恒星，视星等为6.12，位于銀經286.33，銀緯17.38，其B1900.0坐标为赤經11h 19m 34.9s，赤緯-42° 17.38′ 12″。